# ロビー・ファーガソン
ロビー・ファーガソン（Robbie Fergusson、1993年8月30日 - ）は、スコットランドのラグビー選手。

## プロフィール
- スコットランド・エア出身。
- ポジションはセンター(CTB)、フルバック(FB)。
- 身長 180cm、体重 92kg
- U20スコットランド代表に選ばれたことがある[1]。
- 7人制スコットランド代表に選ばれて主将を務めたことがある[2]。

## 略歴
グラスゴー・ウォリアーズ、ロンドン・スコティッシュFCを経て、2020年、グラスゴー・ウォリアーズに復帰。
2021年、東京五輪の7人制イギリス代表スコッドに選ばれた。